# Mesabolivar mairyara
Mesabolivar mairyara är en spindelart som beskrevs av Machado et al. 2007. Mesabolivar mairyara ingår i släktet Mesabolivar och familjen dallerspindlar. Inga underarter finns listade i Catalogue of Life.